# Léon Rosenthal
Pour les articles homonymes, voir Rosenthal.
Léon Georges Rosenthal, né le 11 juin 1870 à Paris et mort le 15 août 1932 à Lyon, est un enseignant, critique d'art, militant, et historien d'art français, spécialisé entre autres dans la pédagogie artistique, la gravure, l'urbanisme, et la muséologie.

## Biographie
Né au 76 rue de Turenne à Paris, Léon est le fils du rabbin Samuel Rosenthal et de Julie Alexander.
Élève de l'École normale supérieure, agrégé d'histoire, Léon Rosenthal se fait remarquer par un premier article sur Delacroix lithographe paru dans L'Art et la vie en 1895. En 1900, il soutient une thèse de doctorat autour des peintres romantiques sous la tutelle de Henry Lemonnier. Il enseigne l'histoire dans divers lycées de province avant d'être nommé en 1906 au lycée Louis-le-Grand à Paris. En 1897, il devient membre de la Société bourguignonne de géographie et d’histoire.
En août 1899, il participe à la création de l'université populaire de Dijon ; appelée « L'Education populaire », cette structure se propose de développer l’instruction populaire et laïque, et l’éducation morale et civique des adultes de toutes les conditions. Léon y donne des conférences. Plus tard, il se rapproche temporairement du mouvement Le Sillon. Il donne aussi des conférences sur l'art à l'École des hautes études sociales.
En août 1904, à Nancy, il épouse Gabrielle Bernheim (1881-1941), nièce du critique Roger Marx. Il adhère à la SFIO qu'il quitte en 1918 pour fonder le Groupe d’action sociale démocratique et nationale.
En 1909, il commence sa collaboration à la Gazette des beaux-arts, à L'Art et les Artistes ainsi qu'à la Revue de l’art ancien et moderne. Il contribue ensuite à Art et décoration, L'Art vivant, Byblis.
Cette même année, il commence à écrire dans L'Humanité de Jean Jaurès une « chronique de l'art social » qui devient hebdomadaire en janvier 1913 sous le titre « l'Actualité artistique ». Ces articles portent sur l'éducation esthétique, la crise des arts décoratifs français et les expositions du moment. Il quitte L'Humanité en 1918 pour La France libre.
En 1924, à la suite d'Henri Focillon, il occupe la chaire d'histoire de l'art moderne à l'université de Lyon et dirige le musée des beaux-arts de cette même ville. Il sera notamment à l'origine de la section des arts décoratifs au sein du musée.
En mai 1926, il est nommé chevalier de la Légion d'honneur.
Son dernier article, « Les origines de la gravure », paraît dans la Revue de l’université de Lyon en avril 1930. Michel Melot le considère comme un des plus perspicaces historiens de l'estampe.
Tout au long de sa vie professionnelle, il produit une importante quantité d'essais sur l'art, les musées, l'enseignement artistique, autant de réflexions lucides qui le rapprochent d'historiens comme Jacques Mesnil ou Pierre Francastel.

## Publications

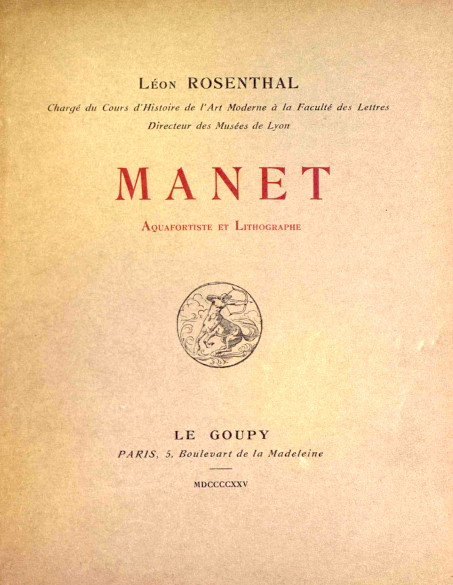
Manet, aquafortiste et lithographe (1925).

- La Peinture romantique. Essai sur l'évolution de la peinture française de 1815 à 1830, Paris, L.-Henry May, 1900 — Texte en ligne.
- Louis David, Paris, Librairie de l’art ancien et moderne, coll. « Les maîtres de l’art », 1904.
- Carpaccio, biographie critique, avec Gabrielle Rosenthal, Paris, Henri Laurens, 1907 — Texte en ligne.
- La Gravure, collection Manuels d'histoire de l'art, Paris, H. Laurens, 1909 — édition revue en 1939 Texte en ligne.
- Du romantisme au réalisme, essai sur l'évolution de la peinture en France de 1830 à 1848, Paris, H. Laurens, 1914 ; réédition Macula, 1987.

- Prix Bordin de l’Académie française en 1918.
- Le Martyre et la gloire de l'art français, une initiation artistique, Paris, Charles Delagrave, 1916.
- Un plan d'expansion artistique. La Maison française à l'étranger, Paris, P.-M. Delesalle, 1917.
- Villes et villages français après la guerre : aménagement, restauration, embellissement, extension, Paris, Payot, 1918.
- Manet, aquafortiste et lithographe, Paris, Le Goupy, 1925.

- Prix Charles Blanc de l’Académie française en 1926.
- L'Art et les artistes étudiés devant les œuvres. Visites artistiques. Paris et région parisienne, Paris, Delagrave, 1927.
- La Verrerie française, depuis cinquante ans, Paris et Bruxelles, G. Van Oest, 1927.
- Florilège des musées du Palais des arts de Lyon, Paris, Albert Morancé, 1928.
- Notre Musée, l'art expliqué par les œuvres à l'usage des classes de troisième, deuxième, première des lycées et collèges, Paris, Delagrave, 1928.
- L'Art et les artistes romantiques, Paris, Le Goupy, 1928.

## Distinctions
- Chevalier de la Légion d'honneur